# 丹特·萬澤爾
丹特·万澤爾（荷蘭語：Dante Vanzeir；1998年4月16日—），比利時足球運動員，司職翼鋒，現效力比甲球會亨克。

## 俱樂部生涯
出自亨克青訓學院的萬澤爾，在2018/19賽季被租借給了比乙球隊比斯查。他是一名中鋒，但是他的職業生涯中偶爾也會被用作右邊鋒。
在比斯查的那個賽季，萬澤爾首次引發關注；在那個賽季，他一共打入了13個進球，並奉獻了2次助攻，是那個賽季比利時乙級聯賽並列的第二高射手。
在接下來的2019/20賽季，萬澤爾被租借給了比甲球隊梅赫倫。在梅赫倫的那個賽季，萬澤爾一共出場了752分鐘，只有三個進球。
正是由於他被租借給梅赫倫的那個賽季表現不佳，這導致亨克決定出售萬澤爾：他轉會加入了比乙聯賽的聖基萊斯聯，合同持續到2024年6月底。
上個賽季萬澤爾重返乙級聯賽。他幫助球隊48年來首次晉級甲級聯賽，以19個進球和8次助攻，攻擊27個進球，成為上個賽季乙級聯賽的最佳射手。
本賽季，23歲的萬澤爾跟隨聖基萊斯聯重返比利時甲級聯賽。
目前他是聖基萊錫並列的頭號射手，在前10場比賽一共打入了7球，並有3次助攻。表現出色甚至引發了比利時國家足球隊主帥的注意。
萬澤爾上個賽季獲得了很多高質量的進球機會，射門次數也很多，場均2.48次射門，射正率高達54%，在乙級聯賽所有出場600分鐘以上的前鋒中排名第七位；射門進球轉化率達到了36.5%。

## 外部連結
- Belgium profile （页面存档备份，存于） at Belgian FA
- Soccerway資料庫：丹特·萬澤爾